# Qoʻrgʻontepa
Qoʻrgʻontepa (aussi Kurgontepa ; en ouzbek : Qoʻrgʻontepa / Қўрғонтепа) est une ville de la province d'Andijan, en Ouzbékistan.
Sa population est estimée à 26 800 habitants en 2005.